# 迪尔沙伊德
迪尔沙伊德是德国莱茵兰-普法尔茨州的一个市镇。总面积2.42平方公里，总人口156人，其中男性77人，女性79人（2011年12月31日），人口密度64人/平方公里。